# Тимок
Тѝмок, понякога членувано Тимокът/Тимока (на сръбски: Тимок или Timok, понякога Велики Тимок; на латински: Timacus) е река в Сърбия (Пиротски окръг, Нишавски окръг, Зайчарски окръг, Борски окръг), която в долното си течение в протежение на 15,5 километра е гранична с България (Видинска област – община Брегово). Дължината ѝ (заедно със Свърлижки Тимок, Бели Тимок и Велики Тимок) е 202 km.
Под името Свърлижки Тимок (64 km) води началото си от източната част на Свърлижка планина. Тече в северозападна посока, преминава през град Свърлиг, след което постепенно завива на север, а след това на северозапад, преминава през живописен каньнон и при град Княжевац се слива с идващата отдясно река Търговищки Тимок и започва да носи името Бели Тимок.
Река Търговищки Тимок (45 km) извира от северозападното подножие на връх Миджур (2168 m) в Чипровска планина, тече в западна, а след село Кална в северозападна посока и при град Княжевац се слива с идващата отляво река Свърлижки Тимок.
Вече под името Бели Тимок (51 km) реката продължава на север, при Зайчар приема отляво водите на река Църни Тимок (Църна река) и започва да носи името Велики Тимок (87 km).
Площта на басейна на Тимок е 4630 km2 (0,57% от водосборния басейн на Дунав). Реката събира водите си от югозападните и западните склонове на Чипровска планина, Светиниколска планина, и планината Бабин нос (най-западните части на Стара планина) и северните склонове на Свърлижка планина, планините Треси баба, Тупижница, Велики Кърш, Дели Йован и други в Сърбия.
Устието на Тимок е най-северната точка на България. Влива се отдясно в Дунав на 846 km от устието на реката, между българското село Куделин и сръбското Сърбово на 33 метра н.м.
Средният дебит на реката в устието, когато има есенно пълноводие, е 40 m3/s. Водите ѝ се използват главно за напояване и съвсем малко за производство на електроенергия.
Районът на селата Раяц, Роглево и Смедовац е известен с винопроизводството си и старинните каменни изби, представляващи архитектурен резерват.
Между сръбските села Търнавац и Градсково има язовир „Соколовац" с ВЕЦ. След Зайчар е подходяща за спускане с каяци и канута, като трасето е със средна трудност с наличните бързеи, стеснения и паднали дървета. Бреговете са гористи, обитавани от много водолюбиви птици.
Oсновни селища по течението на реката са: в Сърбия – градовете Свърлиг, Княжевац, Зайчар; селата Дреновац, Вратарница, Гърлян, Брусник, Тамнич и др.; в България – гр. Брегово и с. Балей.

## Топографска карта
- Лист от карта L-34-41. Мащаб: 1 : 100 000.
- Лист от карта L-34-42. Мащаб: 1 : 100 000.
- Лист от карта K-34-9. Мащаб: 1 : 100 000.
- Лист от карта K-34-21. Мащаб: 1 : 100 000.
- Лист от карта K-34-22. Мащаб: 1 : 100 000.